# ОШ „Стеван Филиповић” Радаљ
ОШ „Стеван Филиповић” је основна школа која се налази у насељу Радаљ, општина Мали Зворник. Основана је 1996. године, а поред матичне наставу изводи у издвојеном одељењу у Малом Радаљу (од 1. до 4. разреда).

## Опште информације
Школа данас располаже са 1448 m2 затвореног простора који укључује школске зграде у Радаљу и Малом Радаљу, као и земљишним фондом од 9600m2. Затворен школски простор обухвата 9 учионица (7 у матичној школи и 2 у издвојеном одељењу), информатички кабинет, учионицу која је адаптирана за извођење наставе физичког васпитања и библиотеку. Школа има мањи парк и игралиште. Издвојено одељење у Малом Радаљу је удаљена око 5 километара од матичне школе. Ради се у две учионице, два комбинована одељења: I – III, II – IV разред. Настава се изводи у преподневној смени.

## Историјат
Прилозима и радом мештана 1892. године завршена је изградња школске зграде која је имала 2 учионице и стан за учитеља а 1. септембра те године у школу је кренуло 50 ученика старости од 12 до 18 година. Први учитељ, према Летопису школе, био је Савко Филиповић. Током Првог и Другог светског рата школа је рушена и обнављана. Од 1951. године у непосредној близини школе саграђени су станови за учитеље. Од 1958. године настава се изводи у две смене, а годину дана након тога школа добија и први полигон за физичко васпитање. Године 1968. школа прераста у потпуну основну школу која се већ наредне године сели у новоизграђену школску зграду у којој је и данас. Школске 1969/70. године долази до спајања школе у Доњој Борини и школе из Радаља, у једну основну школу под називом „Стеван Филиповић“ са седиштем у Борини. Тако удружене школе функционисале су до 1973. године да би након раздвајања школи у Радаљу остао назив Стеван Филиповић.
Школе са простора општине Мали Зворник удружују у радну организацију основног образовања и васпитања „Вук Караџић са седиштем у Малом Зворнику.
Одлуком Владе Републике Србије (Службени гласник Републике Србије, број 49/95) од 1996. године основана је Основна школа „Стеван Филиповић“ у Радаљу са издвојеним одељењем у Малом Радаљу као самостална установа.
Школа носи име по народном хероју Стевану Филиповићу.